# 도요오카촌 (지바현 산부군)
도요오카촌(豊岡村)은 지바현 산부군에 일찍이 존재했던 촌이다. 현재의 산무시 북부에 해당한다.

## 역사
- 1889년 4월 1일 - 정촌제 시행에 수반해 무사군 도요오카촌이 성립하였다.
- 1897년 4월 1일 - 군의 통합에 의해 산부군이 되었다.
- 1955년 2월 1일 - 마쓰오정, 오히라촌과 합병해, 새로운 마쓰오정이 신설되어 동일 도요오카촌은 폐지되었다.